# Đô thị tại Bắc Ninh
Đô thị Bắc Ninh là hệ thống đô thị tại tỉnh Bắc Ninh, Bắc Ninh là tỉnh có tốc độ đô thị hóa cao nhất cả nước, đã được quy hoạch trở thành Thành phố trực thuộc Trung ương tại kế hoạch phân loại đô thị toàn quốc giai đoạn 2021 - 2030.

## Lịch sử

### Bắc Ninh - Đô thị đầu tiên
Ngày 19 tháng 10 năm 1938, Toàn quyền Đông Dương ban hành Nghị định nâng cấp đơn vị hành chính thị xã Bắc Ninh lên thành phố loại III. Thành phố Bắc Ninh khi đó bao gồm toàn bộ khu vực Thị Cầu.
Thực hiện Nghị định số 730-PCH ngày 28 tháng 5 năm 1946 và Nghị định sửa đổi ngày 26 tháng 7 năm 1946 của Chủ tịch Ủy ban Hành chính Bắc bộ, thị xã Bắc Ninh được thành lập.
Ngày 26 tháng 4 năm 1951, Thủ hiến Bắc Việt ban hành Nghị định số 2198- PTH/ NĐ thành lập thị xã Bắc Ninh trên cơ sở ba thị trấn: Bắc Ninh, Đáp Cầu, Thị Cầu. Chu vi thị xã Bắc Ninh: Bắc giáp Việt Yên, Nam giáp xã Phúc Đức và xã Phương Vĩ, Đông giáp Đạo Chân và xã Ngọc Đôi, Tây giáp xã Y Na và xã Cô Mễ.

### Sau năm1954
Từ sau ngày hòa bình lập lại trên miền Bắc, thị xã Bắc Ninh trải dài từ Cổng Ô lên đến Thị Cầu, Đáp Cầu nhưng trung tâm thị xã bấy giờ là khu vực chợ Nhớn và các phố Nhà Chung, Tiền An, Ninh Xá (từ ngã tư Cổng Ô đến trường Bẩy Mẫu và trụ sở Báo Bắc Ninh cũ). Thị xã Bắc Ninh có 5 phường: Đáp Cầu, Ninh Xá, Thị Cầu, Tiền An, Vệ An và 2 xã: Kinh Bắc, Vũ Ninh.
Ngày 6 tháng 2 năm 1959, thành lập thị trấn Từ Sơn.
Ngày 3 tháng 5 năm 1985, thị xã Bắc Ninh vừa mở rộng có 5 phường và 4 xã.
Ngày 7 tháng 10 năm 1995, thành lập thị trấn Phố Mới, thị trấn huyện lỵ huyện Quế Võ.
Năm 1997, toàn tỉnh chỉ có 08 đô thị, trong đó 01 đô thị loại IV và 7 đô thị loại V.
Ngày 18 tháng 2 năm 1997, thành lập thị trấn Hồ, thị trấn huyện lỵ huyện Thuận Thành.
Ngày 9 tháng 1 năm 1998, thành lập thị trấn Chờ, thị trấn huyện lỵ huyện Yên Phong.
Ngày 19 tháng 06 năm 1998, thành lập thị trấn Thứa, thị trấn huyện lỵ huyện Gia Lương.
Ngày 10 tháng 12 năm 1998, thành lập thị trấn Lim, thị trấn huyện lỵ huyện Tiên Sơn.
Ngày 8 tháng 4 năm 2002, thành lập phường Suối Hoa thuộc thị xã Bắc Ninh và  thị trấn Gia Bình thuộc huyện Gia Bình. Thị xã Bắc Ninh có 6 phường và 4 xã.
Ngày 25 tháng 8 năm 2003, thành lập 3 phường: Vũ Ninh, Kinh Bắc, Đại Phúc thuộc thị xã Bắc Ninh. Thị xã Bắc Ninh có 9 phường và 1 xã.
Ngày 11 tháng 5 năm 2005, thị xã Bắc Ninh được công nhận là đô thị loại III.
Ngày 26 tháng 1 năm 2006, thành lập thành phố Bắc Ninh.
Ngày 9 tháng 4 năm 2007, thành phố Bắc Ninh vừa mở rộng có 10 phường và 9 xã.
Ngày 31 tháng 5 năm 2007, Từ Sơn đạt tiêu chí đô thị loại IV.
Ngày 24 tháng 9 năm 2008, thành lập thị xã Từ Sơn với 7 phường và 5 xã.
Ngày 5 tháng 2 năm 2010, thành lập 3 phường: Vân Dương, Vạn An, Hạp Lĩnh thuộc thành phố Bắc Ninh. Thành phố Bắc Ninh có 13 phường và 6 xã.
Ngày 29 tháng 12 năm 2013, thành lập 3 phường: Khắc Niệm, Khúc Xuyên, Phong Khê thuộc thành phố Bắc Ninh. Thành phố Bắc Ninh có 16 phường và 3 xã.
Ngày 25 tháng 6 năm 2014, thành phố Bắc Ninh đạt tiêu chí đô thị loại II.
Ngày 25 tháng 12 năm 2017, thành phố Bắc Ninh đạt tiêu chí đô thị loại I.
Ngày 13 tháng 9 năm 2018, Nhân Thắng đạt tiêu chí đô thị loại V.
Ngày 12 tháng 10 năm 2018, Từ Sơn đạt tiêu chí đô thị loại III.
Ngày 16 tháng 10 năm 2019, thành lập 3 phường: Hòa Long, Kim Chân, Nam Sơn thuộc thành phố Bắc Ninh. Thành phố Bắc Ninh có 19 phường.
Ngày 31 tháng 7 năm 2020, Quế Võ đạt tiêu chí đô thị loại IV.
Ngày 31 tháng 12 năm 2020, Thuận Thành đạt tiêu chí đô thị loại IV.
Ngày 12 tháng 1 năm 2021, thành lập 5 phường: Hương Mạc, Phù Chẩn, Phù Khê, Tam Sơn, Tương Giang thuộc thị xã Từ Sơn. Thị xã Từ Sơn có 12 phường.
Ngày 22 tháng 9 năm 2021, thành lập thành phố Từ Sơn.
Ngày 23 tháng 12 năm 2022, Yên Phong đạt tiêu chí đô thị loại IV.
Ngày 13 tháng 2 năm 2023, thành lập thị xã Thuận Thành và thị xã Quế Võ:
- Thị xã Thuận Thành có 10 phường và 8 xã.
- Thị xã Quế Võ có 11 phường và 10 xã.

Ngày 24 tháng 10 năm 2024, Ủy ban Thường vụ Quốc hội ban hành Nghị quyết số 1255/NQ-UBTVQH15. Theo đó:
- Thành phố Bắc Ninh có 17 phường.
- Thị xã Quế Võ có 11 phường và 9 xã.
- Thành lập thị trấn Nhân Thắng thuộc huyện Gia Bình.

## Các đô thị
| \| Tên \| Diện tích (km²) \| Dân số (người) \| Mật độ (người/km²) \| \| \| ----------------------- \| --------------- \| -------------- \| ------------------ \| \| \| Đô thị loại I (1) \| \| \| \| \| \| Thành phố Bắc Ninh[33] \| 82,6 \| 270.426 \| 3.272 \| \| \| Đô thị loại III (1) \| \| \| \| \| \| Thành phố Từ Sơn[34] \| 61,1 \| 186.004 \| 3.045 \| \| \| Đô thị loại IV (3) \| \| \| \| \| \| Thị xã Quế Võ[35] \| 155,1 \| 219.929 \| 1.418 \| \| \| Thị xã Thuận Thành[36] \| 117,8 \| 199.577 \| 1.694 \| \| \| Đô thị Yên Phong[37] \| 96,9 \| 211.048 \| 2.177 \| \| \| Đô thị loại V (4) \| \| \| \| \| \| Đô thị Tiên Du[38] \| 95,6 \| 190.677 \| 1.994 \| \| \| Đô thị Gia Bình[39] \| 11,1 \| 17.336 (2022) \| 1.570 \| \| \| Thị trấn Thứa \| 9,6 \| \| \| \| \| Thị trấn Nhân Thắng[32] \| 8,18 \| 10.572 \| 1.292 \| \| |                 |                |                    |  |
| Nguồn: Cục thống kê tỉnh Bắc Ninh |                 |                |                    |  |
| Tên | Diện tích (km²) | Dân số (người) | Mật độ (người/km²) |  |
| Đô thị loại I (1) |                 |                |                    |  |
| Thành phố Bắc Ninh | 82,6            | 270.426        | 3.272              |  |
| Đô thị loại III (1) |                 |                |                    |  |
| Thành phố Từ Sơn | 61,1            | 186.004        | 3.045              |  |
| Đô thị loại IV (3) |                 |                |                    |  |
| Thị xã Quế Võ | 155,1           | 219.929        | 1.418              |  |
| Thị xã Thuận Thành | 117,8           | 199.577        | 1.694              |  |
| Đô thị Yên Phong | 96,9            | 211.048        | 2.177              |  |
| Đô thị loại V (4) |                 |                |                    |  |
| Đô thị Tiên Du | 95,6            | 190.677        | 1.994              |  |
| Đô thị Gia Bình | 11,1            | 17.336 (2022)  | 1.570              |  |
| Thị trấn Thứa | 9,6             |                |                    |  |
| Thị trấn Nhân Thắng | 8,18            | 10.572         | 1.292              |  |

## Chương trình phát triển đô thị Bắc Ninh
Toàn bộ tỉnh Bắc Ninh trở thành Thành phố trực thuộc Trung Ương:
| Tên                | Diện tích |
| ------------------ | --------- |
| Vùng nội thị (5)   |           |
| Khu vực Bắc Ninh   | 82,6 km²  |
| Khu vực Quế Võ     | 155,1 km² |
| Khu vực Tiên Du    | 95,6 km²  |
| Khu vực Từ Sơn     | 61,1 km²  |
| Khu vực Yên Phong  | 96,9 km²  |
| Đô thị vệ tinh (1) |           |
| Đô thị Thuận Thành | 117,8 km² |

| Tên                | Loại đô thị | Diện tích |
| ------------------ | ----------- | --------- |
| Vùng ngoại thị (5) |             |           |
| Đô thị Gia Bình    | IV          | 11,1 km²  |
| Đô thị Thứa        | IV          | 9,6 km²   |
| Đô thị Nhân Thắng  | V           | 8,4 km²   |
| Đô thị Cao Đức     | V           | 11,4 km²  |
| Đô thị Kênh Vàng   | V           | 6,6 km²   |
| Đô thị Lâm Thao    | V           | 6,3 km²   |

## Đô thị Từ Sơn
- Thành lập Thị trấn: 1959
- Công nhận Đô thị loại IV: 2007
- Thành lập Thị xã: 2008
- Công nhận Đô thị loại III: 2018
- Thành lập Thành phố: 2021

## Đô thị Gia Bình
Thành lập Thị trấn: 2002

bao gồm thị trấn Gia Bình và một phần xã Đông Cứu, xã Đại Bái và xã Quỳnh Phú.
https://bacninh.gov.vn/news/-/details/20182/phe-duyet-nhiem-vu-ieu-chinh-quy-hoach-chung-o-thi-gia-binh-thi-tran-gia-binh-va-xa-ong-cuu-huyen-gia-binh-en-nam-2035-42289128%5B%5D

## Đô thị Nhân Thắng
Công bố quyết định 1571-QĐ-UBND Công nhận Đô thị loại V: 2018
Dự kiến thành lập Thị trấn: 2023